# Ian Holm
Ian Holm Cuthbert, CBE (Londres, 12 de setembro de 1931 — Londres, 19 de junho de 2020), foi um ator britânico. Holm interpretou personagens em conhecidos filmes de grande orçamento, incluindo o hobbit Bilbo Bolseiro na trilogia O Senhor dos Anéis e em O Hobbit, Sir William Withey Gull em From Hell, Padre Vito Cornelius em O Quinto Elemento, Capitão Phillippe D'Arnot em Greystoke - A Lenda de Tarzan e o androide Ash em Alien, O Oitavo Passageiro. Foi indicado ao Óscar, vencedor do prêmio Tony.

## Biografia

### Vida pessoal
Holm nasceu em Goodmayes (Grande Londres), Essex, filho temporão de pais escoceses, Jean Wilson Holm, enfermeira, e Dr. James Harvey Cuthbert, psiquiatra. Foi casado quatro vezes, sendo a terceira esposa a também atriz Penelope Wilton, com quem se casou em 1991, com quem trabalhou. Em 1991 ele se casou com sua terceira esposa, a famosa atriz, e eles apareceram juntos em The Borrowers em 1993, num filme inglês para a televisão. Eles se divorciaram em 2001.
Holm teve cinco filhos (três meninas e dois meninos com as três primeiras, das cinco esposas). Sua filha mais velha, Jessica nunca se envolveu na indústria do cinema. Sarah-Jane atuou como Jenny Rodenhurst Simcok em A Bit of a Do. Barnaby Holm atuou quando criança, mas atualmente mora em Los Angeles e é dono de uma badalada casa noturna em Hollywood, enquanto Harry Holm é um excelente diretor de clips musicais. Melissa Holm é produtora de elenco.
Em 2001 ele fez tratamento contra o câncer de próstata.
Foi agraciado com o título de Comandante da Ordem do Império Britânico em 1990, e foi nomeado Cavaleiro em 1998, devido os seus serviços ao teatro.

### Carreira
Holm foi uma estrela consagrada do Royal Shakespeare Company antes de fazer um impacto na televisão e em filmes. Em 1965, Holm interpretou Richard III na serialização da peça Wars of the Roses da BBC, baseado na produção RSC das peças, e gradualmente fez papéis menores em filmes como Oh! What a Lovely War (1969), Nicholas and Alexandra (1971), Mary, Queen of Scots (1971) e Young Winston (1972). Em 1967, ele ganhou um Tony Award Por melhor ator coadjuvante em uma peça, por interpretar o papel de Lenny em The Homecoming de Harold Pinter.
Seu primeiro papel em um filme a ter um impacto maior foi do androide traiçoeiro, Ash, no filme de Ridley Scott', Alien (1979).  Seu trabalho em Chariots of Fire (1981), concedeu-lhe um prêmio especial no Cannes Film Festival e uma nominação por melhor ator coadjuvante no Academy Award.  De volta a Inglaterra, ele ganhou um prêmio BAFTA, de melhor ator coadjuvante, por Chariots. Nos anos 80, ele teve papéis memoráveis em Time Bandits (1981), Greystoke - The Legend of Tarzan, Lord of the Apes (1984) e no filme Brazil (1985) de Terry Gilliam. Ele interpretou Lewis Carroll, autor de Alice in Wonderland na fantasia de Dennis Potter, Dreamchild (1985).
Em 1989 ele foi nominado a um prêmio BAFTA pela série de televisão Game, Set, and Match. Baseado nas novelas de Len Deighton, essa conta a história de um espião da inteligência (Holm) que descobre que a sua própria esposa é uma espiã inimiga. Ele continuou a interpretar Shakespeare, e apareceu com Kenneth Branagh no filme Henry V (1989) e como Polonius no filme de Mel Gibson', Hamlet (1990). 
Ele aumentou seu perfil em 1997 com dois papéis proeminentes, como o estressado mas gentil padre Vito Cornelius em The Fifth Element e o atormentado advogado em The Sweet Hereafter. Em 2001 ele estrelou em From Hell como o físico Sir William Withey Gull. No mesmo ano ele apareceu como Bilbo Baggins no blockbuster The Lord of the Rings: The Fellowship of the Ring, tendo anteriormente atuado como o sobrinho de Bilbo, Frodo Baggins na adaptação radiofônica da BBC de O Senhor dos Anéis em 1981. Ele apareceu na trilogia The Lord of the Rings: The Return of the King (2003), e por cada um ele dividiu um prêmio SAG por Melhor Performance de um Elenco em um Filme.
Foi nominado a um Emmy Award duas vezes, a um PBS por Rei Lear, em 1999; e por um papel coadjuvante no filme da HBO, The Last of the Blonde Bombshells ao lado de Judi Dench, em 2001. Emprestou sua voz para muitos documentários e comerciais na televisão britânica.

### Morte
Morreu no dia 19 de junho de 2020, aos 88 anos, em decorrência da doença de Parkinson.

## Filmografia
| - The Bofors Gun 1968 - The Fixer 1968 - Oh! What A Lovely War 1969 - A Severed Head 1970 - Nicholas and Alexandra 1971 - Mary, Queen of Scots 1971 - Napoleon and Love (TV) 1972 - Young Winston 1972 - The Homecoming 1973 - Juggernaut 1974 - Robin and Marian 1976 - Shout at the Devil 1976 - March or Die 1977 - Jesus of Nazareth 1977 - Holocaust (TV) 1978 - S.O.S. Titanic (TV) 1979 - All Quiet on the Western Front 1979 - Alien 1979 - Chariots of Fire 1981 - Time Bandits 1981 - The Return of the Soldier 1982 - Inside the Third Reich 1982 - Laughterhouse 1984 - Greystoke - The Legend of Tarzan, Lord of the Apes 1984 - Dreamchild 1985 - Wetherby 1985 - Brazil 1985 - Dance with a Stranger 1985 - Game Set and Match (TV) 1988 - Another Woman 1988 - Henry V 1989 - Hamlet 1990 - Naked Lunch 1991 - Kafka 1991 - Blue Ice 1992 | - The Hour of the Pig 1993 - Mary Shelley's Frankenstein 1994 - The Madness of King George 1994 - Big Night 1996 - Loch Ness 1996 - Night Falls on Manhattan 1997 - The Sweet Hereafter 1997 - The Fifth Element 1997 - A Life Less Ordinary 1997 - Incognito 1997 - Animal Farm 1999 - Shergar 1999 - eXistenZ 1999 - Simon Nagus 1999 - The Match 1999 - Joe Gould's Secret 2000 - Esther Kahn 2000 - Beautiful Joe 2000 - Bless the Child 2000 - From Hell 2001 - The Emperor's New Clothes 2001 - The Lord of the Rings: The Fellowship of the Ring 2001 - The Lord of the Rings: The Return of the King 2003 - The Day After Tomorrow 2004 - Garden State 2004 - The Aviator 2004 - Strangers with Candy 2005 - Chromophobia 2005 - Lord of War 2005 - Ratatouille 2007 - The Hobbit: An Unexpected Journey 2012 - The Hobbit: The Battle of the Five Armies 2014 |